# Qallimiut Tasia

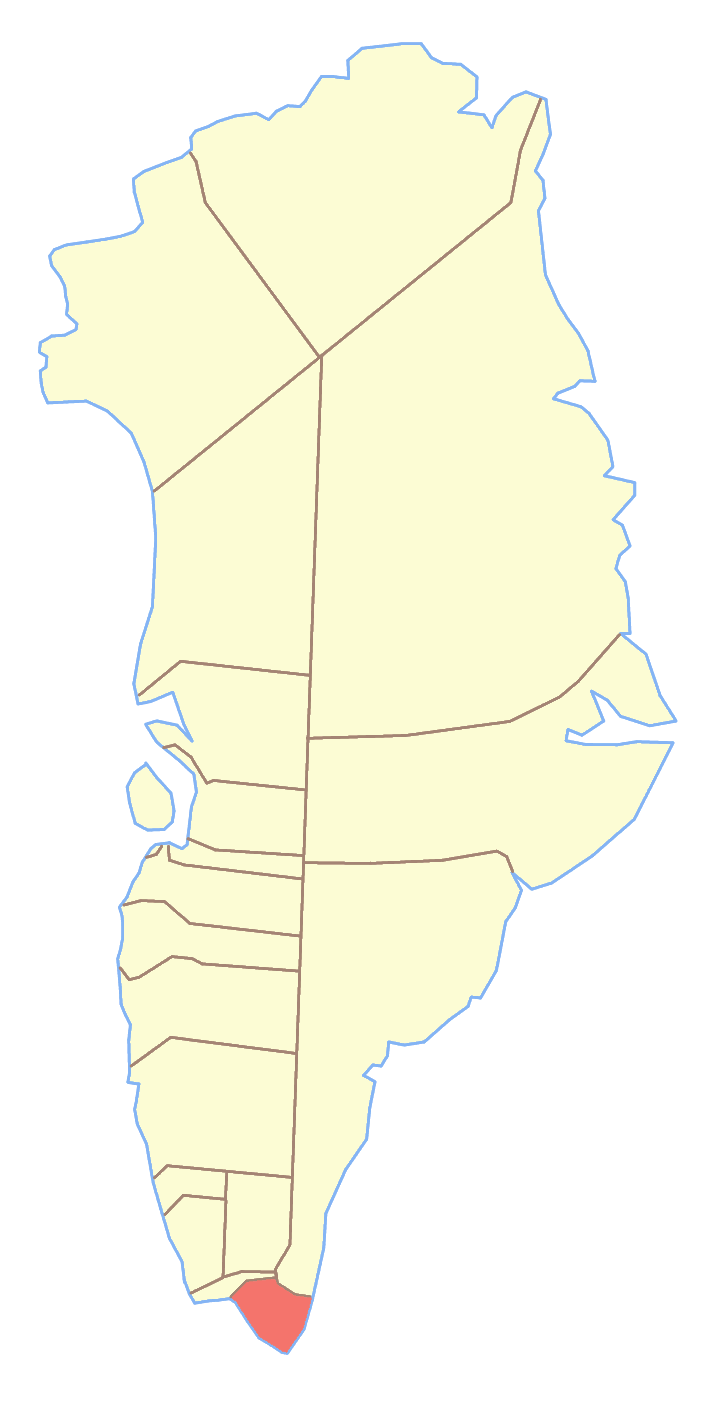
Ex comune di Nanortalik, dove si trovava il Qallimiut Tasia

Il Qallimiut Tasia è un lago della Groenlandia. Si trova presso la costa del Mare del Labrador, a 60°43'N 45°23'O; appartiene al comune di Kujalleq.